# Ophidiidae

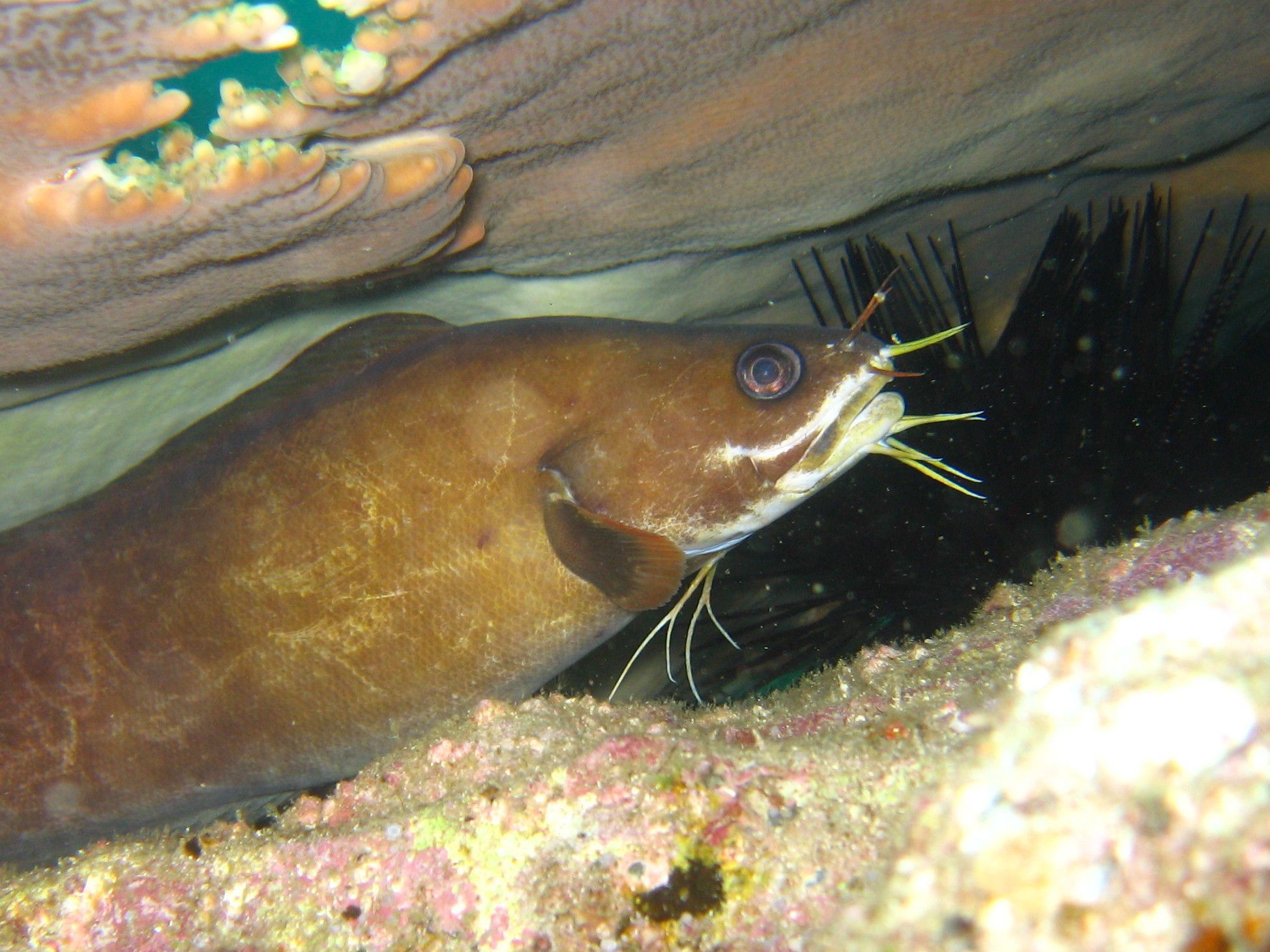
Brotula multibarbata

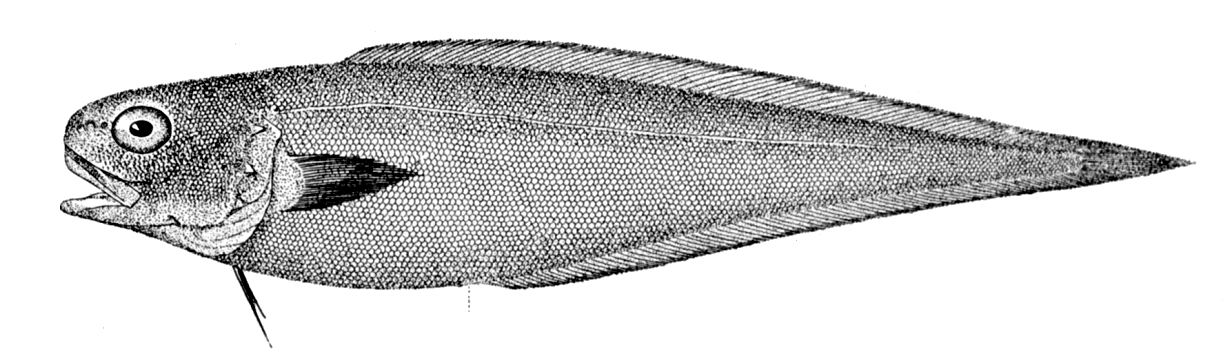
Benthocometes robustus

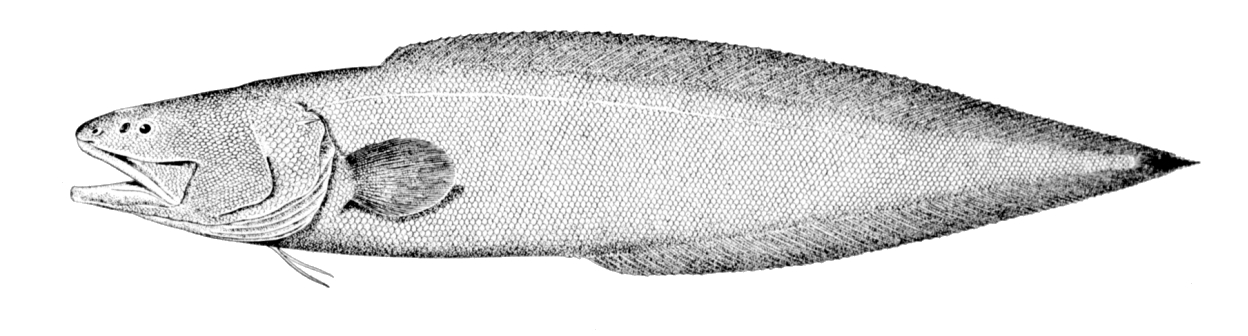
Bassogigas gillii

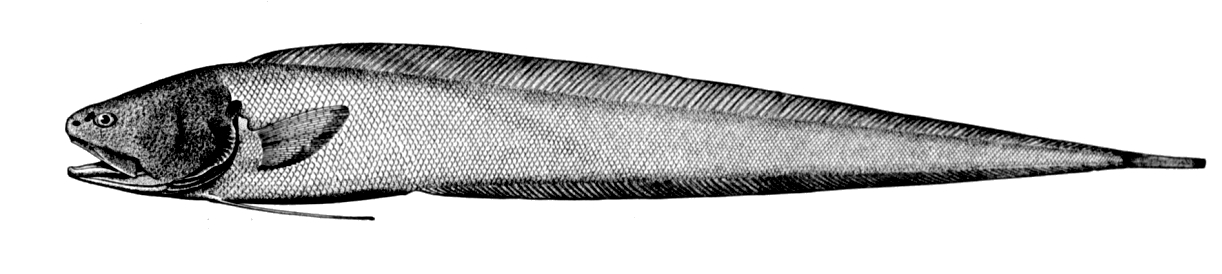
Bassozetus normalis

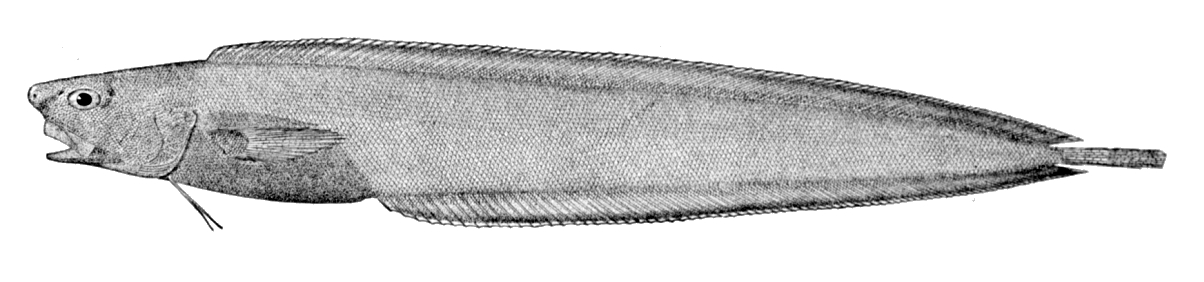
Barathrodemus manatinus

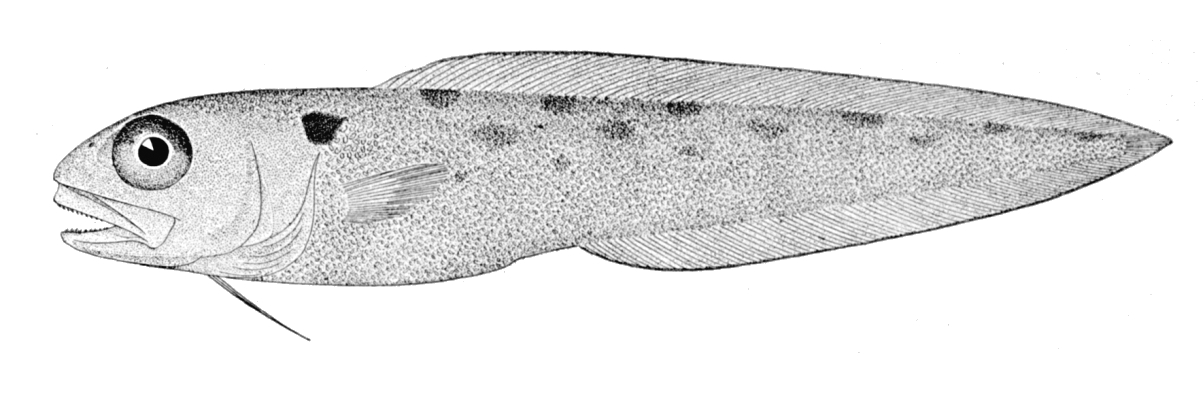
Otophidium omostigma

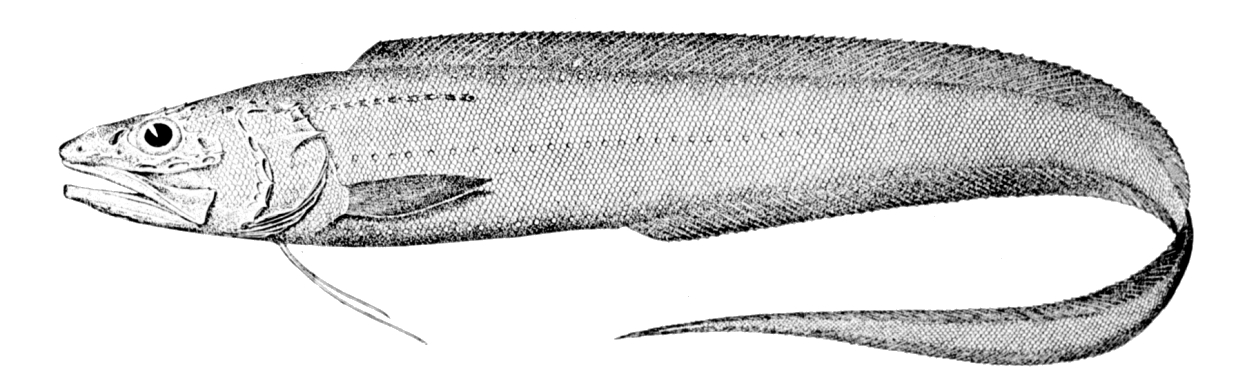
Porogadus miles

La familia de los ofididos, doncellas u Ophidiidae está compuesta por las brótulas y las congriperlas y son peces marinos incluidos en el orden Ophidiiformes, distribuidos por los océanos Atlántico, Índico y Pacífico. Su nombre procede del griego ophis, que significa serpiente, por su forma serpentiforme.
Aparecen por primera vez en el registro fósil en el Eoceno, durante el Terciario inferior.
La forma del cuerpo es alargada con la parte posterior terminada en punta, similar a los congrios, con una longitud máxima descrita ha sido de 2 m en Lamprogrammus shcherbachevi; normalmente los radios de la aleta dorsal son iguales o más largos que los radios opuestos de la aleta anal, con las aletas pélvicas a veces ausentes; la piel tiene escamas; algunas especies poseen una o más espinas en el opérculo.
A diferencia de otras familias de este mismo orden son ovíparos.

## Géneros
Existen unas 258 especies agrupadas en los 50 géneros siguientes:
- Subfamilia Brotulinae:
  - Brotula (Cuvier, 1829)
- Subfamilia Brotulotaeniinae:
  - Brotulotaenia (Parr, 1933)
- Subfamilia Neobythitinae:
  - Abyssobrotula (Nielsen, 1977)
  - Acanthonus (Günther, 1878)
  - Alcockia (Goode y Bean, 1896)
  - Apagesoma (Carter, 1983)
  - Barathrites (Zugmayer, 1911)
  - Barathrodemus (Goode y Bean, 1883)
  - Bassogigas (Goode y Bean, 1896)
  - Bassozetus (Gill, 1883)
  - Bathyonus (Goode y Bean, 1885)
  - Benthocometes (Goode y Bean, 1896)
  - Dannevigia (Whitley, 1941)
  - Dicrolene (Goode y Bean, 1883)
  - Enchelybrotula (Smith y Radcliffe, 1913)
  - Epetriodus (Cohen y Nielsen, 1978)
  - Eretmichthys (Garman, 1899)
  - Glyptophidium (Alcock, 1889)
  - Holcomycteronus (Garman, 1899)
  - Homostolus (Smith y Radcliffe, 1913)
  - Hoplobrotula (Gill, 1863)
  - Hypopleuron (Smith y Radcliffe, 1913)
  - Lamprogrammus (Alcock, 1891)
  - Leptobrotula (Nielsen, 1986)
  - Leucicorus (Garman, 1899)
  - Luciobrotula (Smith y Radcliffe, 1913)
  - Mastigopterus (Smith y Radcliffe en Radcliffe, 1913)
  - Monomitopus (Alcock, 1890)
  - Neobythites (Goode y Bean, 1885)
  - Neobythitoides (Nielsen y Machida, 2006)
  - Penopus (Goode y Bean, 1896)
  - Petrotyx (Heller y Snodgrass, 1903)
  - Porogadus (Goode y Bean, 1885)
  - Pycnocraspedum (Alcock, 1889)
  - Selachophidium (Gilchrist, 1903)
  - Sirembo (Bleeker, 1858)
  - Spectrunculus (Jordan y Thompson, 1914)
  - Spottobrotula (Cohen y Nielsen, 1978)
  - Tauredophidium (Alcock, 1890)
  - Typhlonus (Günther, 1878)
  - Ventichthys (Nielsen, Møller y Segonzac, 2006)
  - Xyelacyba (Cohen, 1961)
- Subfamilia Ophidiinae:
  - Cherublemma (Trotter, 1926)
  - Chilara (Jordan y Evermann, 1896)
  - Genypterus (Philippi, 1857)
  - Lepophidium (Gill, 1895)
  - Ophidion (Linnaeus, 1758)
    - Ophidion barbatum (Linnaeus, 1758) - Lorcha o Doncella.

  - Otophidium (Gill en Jordan, 1885)
  - Parophidion (Tortonese, 1954)
    - Parophidion vassali (Risso, 1810) - Doncella roja.

  - Raneya (Robins, 1961)